# Sungai Kuruk I
Sungai Kuruk I is een bestuurslaag in het regentschap Aceh Tamiang van de provincie Atjeh, Indonesië. Sungai Kuruk I telt 1189 inwoners (volkstelling 2010).